# الثروة الحيوانية في الوطن العربي

بعض أنواع الماشية في الوطن العربي: الماعز الخالدي(الإمارات)، الجمل العربي، ثور براهمان، الحصان العربي، الحمير، الغنم النجدي (السعودية)

الثروة الحيوانية في الوطن العربي تنتشر في مراع تبلغ 256 مليون هكتار، وقد ساعدت الأراضي الواسعة الجافة والظروف الطبيعية القاسية على تربية الحيوانات على اختلاف أنواعها من أغنام، ماعز، أبقار، جمال وخيول. تتباين الدول العربية تباينا واسعا في حجم الثروة الحيوانية حيث تشكل الوحدات الحيوانية في السودان والصومال وموريتانيا ما يزيد عن 50% من الوحدات الكلية في الوطن العربي، وهي المصدرة للحيوانات الحية مقابل استيراد مشتقات الألبان.
 بينما تعتبر الدول العربية الأخرى مستوردة للحيوانات والمنتجات الحيوانية بدرجات متفاوتة تصل إلى أعلى معدلاتها في دول الخليج. 
 وتعاني الثروة الحيوانية في الوطن العربي من صعوبات ومعوقات كثيرة حالت دون تحقيق الاكتفاء الذاتي في منتجاتها في كثير من الدول العربية بل والاعتماد بشكل كبير على الاستيراد من الخارج وما يتبع ذلك من إهدار للعملة الصعبة والتبعية الاقتصادية.
قدرت الثروة الحيوانية في الوطن العربي لعام 1997م بحوالي 40 مليون رأس من البقر و 3 ملايين من الجاموس[ ؟ ] 185 مليون من الغنم والماعز و 12 مليون رأس من الإبل. وتعادل هذه الاعداد مجتمعة حوالي 81.2 مليون وحدة حيوانية. وقد بلغ معدل النمو السنوي خلال الفترة 1977-1997 حوالي 2.1% في الاغنام والماعز و 2.2% في الأبقار و1.1 % في الأبل و 1.39% في الجاموس.
ويقدر حجم الانتاج المحلي من اللحوم الحمراء والحليب لعام 1997 بحوالي 2570 و 17431 الف طن على التوالي، وبلغ معدل النمو السنوي 3.9% و 4.8% على التوالي للفترة 1977-1997 بمتوسط 4.4% للبروتين الحيواني .

يلاحظ أن معدل النمو للمنتجات الحيونية تزيد بشكل واضح عن معدلات النمو في أعداد الحيوانات مما يدل على تحسن نسبي في المعدلات الإنتاجية نتيجة التوسع في إدخال عروق البقر المحسن والاهتمام بالرعاية البيطرية والتغذية.

## سمات الثروة الحيوانية في الوطن العربي
من سمات[ ؟ ] الثروة الحيوانية في الوطن العربي هي عدم الاستقرار في المعدلات الإنتاجية للزراعات المطرية وإلى اتساع مساحات المراعي الطبيعية في المناطق الجافة وشبه الجافة، تقدر نسبة الأراضي التي تقل معدلات الأمطار فيها عن 100 ملم بحوالي 70 % من المساحة الإجمالية . أما الأراضي التي تتراوح معدلات الأمطار فيها ما بين 100ـ 400 ملم فتقدر نسبتها بحوالي 16% من المساحة الإجمالية. وإستثمار هذه المناطق على تربية الأنواع الحيوانية القادرة على التأقلم مع الظروف البيئية القاسية، كما أن التغيرات الاقتصادية والاجتماعية التي حدثت خلال العقود القليلة الماضية أدت إلى تكثيف استغلال المناطق الجافة وشبه الجافة من قبل الإنسان وفق نظم وأساليب غير رشيدة اعتمدت على المصلحة الذاتية والآنية مما أدى إلى اختلال التوازن بين العناصر الحساسة للنظام البيئي وانتشار مظاهر التصحر.

و بالرغم مما تعرضت له المناطق الجافة من التدهور و زحف الصحراء وبالرغم من الضعف الهائل في مخططات التنمية، فإنها لا زالت حتى الآن تساهم في توفير المنتجات الغذائية، وفق التقديرات التالية:

تقدر مساحة المراعي الطبيعية بحوالي 500 مليون هكتار تمثل أكثر من ثلث المساحة الكلية للوطن العربي ويقع معظمها ضمن نطاق المناطق الجافة وشبه الجافة ويقدر إنتاجها العلفي بحوالي 140 مليون طن من المادة الجافة .
تقدر نسبة الحيوانات التي تعتمد كلياً أو جزئيا على مراعي المناطق الجافة وشبه الجافة بما لا يقل عن 30% من الأبقار 70% من الاغنام والماعز و 90% من الإبل.

## معوقات الثروة الحيوانية في الوطن العربي
تواجه تنمية الثروة الحيوانية في الدول العربية عددا من المشكلات التي تختلف حدتها ومدى تأثرها بين دولة وأخرى ويمكن تحديد أهم المشكلات ذات الطابع المشترك على النحو التالي:

### العوامل البيئية
- قلة معدلات هطول الأمطار وعدم انتظام هطولها وتكرار فترات الجفاف مما يحد من التنمية الزراعية ومن إنتاجية المراعي الطبيعية.
- ندرة موارد شرب الحيوان وعدم انتظام توزيعها.
- ندرة موارد المياه للأغراض الزراعية فيما عدا مناطق الأنهار الكبرى.
- تشكل المناطق الجافة وشبه الجافة النسبة العظمى من مساحة الوطن العربي وتتميز هذه المناطق عموما بدرجات قصوى من الحرارة وأحيانا من الرطوبة يكون لها تأثيرا سلبيا على الحيوان.[8]

### الموارد العلفية
تشكل الأعلاف أكبر عائق أمام تنمية الثروة الحيواني وقد لعبت العوامل البيئية دورا هاما في الحد من إنتاج الأعلاف إلا أن هنالك العديد من العوامل الأخرى التي تساهم في اتساع الفجوة بين موارد الأعلاف المحلية والاحتياجات الغذائية للثروة الحيوانية.

من هذه العوامل أنه يمكن اعتبار المراعي الطبيعية مصدرا أساسيا لتغذية الإبل ثم الماعز ثم الأغنام ثم الأبقار مرتبة حسب درجة اعتمادها على المرعى، وتتصف المراعي الطبيعية بانخفاض في إمكاناتها الإنتاجية من المواد العلفية نتيجة لسوء إدارتها واستخدامها المتمثل بزيادة الحمولة الرعوية، كما أن الرعي المبكر والجائر وقطع الأشجار واقتلاع الشجيرات، وعدم وجود سياسات شاملة لصيانة وتحسين المراعي يؤدي إلى سيادة النباتات غير المستأنسة وتعرية التربة وانتشار التصحر في مناطق شاسعة من مناطق المراعي.

و أيضاُ الافتقار إلى التكامل في تخطيط وتنمية مشاريع الإنتاجين النباتي والحيواني وسيادة النظم التقليدية في نظم الإنتاج وما يتبعها من انخفاض مردود وحدة المساحة وعدم الاستفادة من المخلفات الزراعية في تغذية الحيوان ويضاف إلى ذلك أن ندرة المياه من جهة والنظام السعري السائد من جهة أخرى لا يسمحان في التوسع بإنتاج الأعلاف التي لا تستطيع منافسه المحاصيل النقدية إذا لم يتم إدخال تربية الحيوان في المناطق الزراعية.

كما أن الاعتماد الإنتاج الحيواني المكثف اعتمادا كبيرا على الأعلاف المستوردة التي تخضع لتقلبات كبيرة في أسعارها ومدى توفرها.

### العوامل الأجتماعية
العنصر البشري هو الأساس في التنمية فاحتياجاته ومتطلباته كماً ونوعاً هي التي تدعو للتنمية وإمكاناته المتاحة هي التي تحدد مداها وقراراته هي التي توفر سبل النجاح لها أو تؤدي إلى فشلها وعلى ذلك يجب دراسة تأثيرات العنصر البشري وتقييمها سواء كمعوق للتنمية أو كدعائم لها.

ويتميز نظام الإنتاج الحيواني السائد في المناطق الجافة وشبه الجافة باعتماده على الترحال الموسمي نتيجة لتفهم الرعاة لطبيعة السائدة ونجاحهم في الاستمرار في الإنتاج على مدى قرون طويلة رغم التدهور الذي حصل في الأزمنة الحديثة إلا أن الرعاة يمرون الآن بمرحلة عسيرة في تاريخهم ويشعرون بردود فعل خارجية قوية تمثل في التغيرات الاجتماعية والاقتصادية التي تحدث في الدول التي يعيشون بالإخفاق وخيبة الأمل وأحياناً بالعزلة بعد تزعزع أنظمتهم الخاصة بالقيم الأخلاقية والاجتماعية وبعد أن ضاعت مكانتهم الاقتصادية التي كانوا يتمتعون بها عندما كانت الثروة الحيوانية تمثل دعامة الاقتصاد في بعض الدول وقد بدأت دخولهم تتدنى تدريجيا واختار الكثيرون منهم الاستقرار تلقائيا في المدن أو في المناطق الزراعية حيث تتوفر فرص أفضل للعمل والدخل وحيث يستطيعون مواكبة مظاهر التطور الحضاري.

### السياسات والخدمات
لا توجد خطة شاملة ومتكاملة لتنمية الثروة الحيوانية في أي دولة عربية. وفي كثير من الأحوال يتم تنفيذ المشروعات بطريقة مشتتة ودون توفر المعلومات الكافية عن الجوانب الفينة والاقتصادية المتصلة بها وقد تنفذ بعض المشاريع لاعتبارات سياسية على حساب الجدوى الاقتصادية وتفتقر معظم الدول إلى وجود تنسيق كاف ما بين الوزارة المعنية بقطاع الثروة الحيوانية والوزارات الأخرى ذات العلاقة بل وقد يغيب هذا التنسيق فيما بين أقسام الوزارة ذاتها في بعض الدول وقد يكون لعدم كفاية الموارد المالية المتاحة للتنمية في العديد من الدول العربية أثره الكبير في تأخير ترتيب تنمية الثروة الحيوانية في سلم الأولويات خاصة وأن مشاريع التنمية المتكاملة تحتاج إلى برامج بعيدة المدى وإلى استثمارات مالية مرتفعة نسبيا.
ونتيجة لذلك يظهر في هذا المجال عدد كبير من العوامل المحددة لتنمية الثروة الحيوانية أهمها:
- افتقار العديد من الدول العربية وخاصة الدول التي تضم العدد الأكبر من الثروة الحيوانية كالسودان والصومال وموريتانيا إلى الخدمات الأساسية مما يشكل عائقا أمام تنفيذ مشاريع تنمية الثروة الحيوانية التي تنتر في مساحات شاسعة.
- لا تتلائم سياسات تسعير المنتجات الحيوانية مع التطور المرغوب لقطاع الثورة الحيواني وتفتقر نظم الأسعار الجبرية إلى المرونة والا تستطيع التكيف مع الأوضاع المتغيرة ويؤدي النظام الحر، وخاصة حيث تطبق نظم الدعم المالي، إلى عدم كفاءة أساليب الإنتاج واستخدام الموارد أو إلى عدم قدرة المنتجات المحلية على منافسة الأسعار العالمية وغالبا ما تفتقر النسبة بين أسعار الأعلاف والمنتجات الحيوانية إلى التوازن في معظم الدول.
- لا توجد نظم مرضية لتسويق المنتجات الحيوانية وتتصف نظم التسويق على الأغلب بالإسراف وعدم الكفاءة وارتفاع التكاليف وغيرها من العوامل التي تؤيد إلى تزايد المدى بين سعر المنتج والمستهلك مما لا يشجع على إدخال تطويرات جديدة في مجال تربية الحيوان وخاصة في القطاع الرعوي.
- بالرغم من أن معظم الدول تبدا مع بداية اهتمامها بالثروة الحيوانية بتوجيه اهتمام خاص لتوفير الخدمات الصحية البيطرية إلا أن هذه الخدمات لم تصل حتى الآن في أية دولة عربية إلى المستوى المرغوب نظرا لاحتياجها إلى إمكانات بشرية ومادية كبيرة من جهة وإلى اعتماد التطبيق الناجع لها على التعاون على المستوى الإقليمي من جهة أخرى.
- بالرغم من تعدد الهيئات والمعاهد والمراكز المهتمة بدراسات وابحاث الثروة الحيوانية في الوطن العربي إلا أنها لم تساهم بشكل فعال حتى الآن في مخططات التنمية.
- لم تتطور نظم الإحصاء في معظم الدول العربية، حتى الآن إلى المستوى المرغوب ويؤدي نقص البيانات الإحصائية وعدم الكفاءة في تجميعها إلى صعوبة وضع خطط إنمائية ذات جدوى واستحالة تتبع تنفيذ هذه الخطط وتقييمها.[11]

### إنتاجية القطعان
غالبا ما يرد هذا العامل في مختلف التقارير والدراسات في مقدمة العوامل المحددة لتنمية الثروة الحيوانية بينما هو في الواقع محصلة لتداخل تأثير العوامل السابقة مجتمعة على الحيوان ومعدلاته الإنتاجية.
وتتميز معظم أنواع وسلالات الحيوانات المحلية بمقدرتها المحلية الفائقة على التأقلم مع العوامل البيئية نسبيا بالمقارنة المجردة مع الحيوانات المحسنة التي قد لا تستطيع مجرد العيش تحت ظروف قوة البيئة والترحال المستمر ونقص الأعلاف والافتقار إلى الخدمات ويعتمد نجاح تربيتها محليا على توفير نظم الإنتاج المكثف التي تتميز باحتياجها إلى استثمارات ضخمة.
وتتميز السلالات المحلية بمقدرتها على الاستجابة لتحسين الظروف البيئية مما يسمح بظهور طاقاتها الوراثية الكامنة كما دلت التجارب العلمية على أن العديد من السلالات المحلية قادرة على الاستجابة للتحسين الوراثي وقد نفذ المركز العربي عددا من المشاريع في هذا المجال وسيتم عرض أهم نتائجها في فقرات لاحقة.
  من ناحية الكم، هذه الأعداد تشكل في مجموعها ثروة حيوانية كبيرة جدا لكن الواقع أن معظم البلاد العربية تستهلك نسبة كبيرة من اللحوم الحمراء والألبان مصدرها خارج البلاد وتكون مستوردة وهذا راجع أساسا إلى انخفاض إنتاجية هذه الحيوانات.
- متوسط وزن ذبيحة البقر في الوطن العربي 144 كجم وعالميا 191 كجم.
- متوسط وزن ذبيحة الغنم والماعز في الوطن العربي 16 كجم وعالميا 25 كجم.
- متوسط إنتاج البقرة من الحليب في الوطن العربي هو 230 لتر مقارنة بـ 1150 لتر عالميا.

    وكما هو واضح أن معدل الإنتاج بشكل عام منخفض جدا ولكن بنفس الوقت فإن الطلب على المنتجات الحيوانية في ازدياد. سكان العالم العربي يمثلون 4% من تعداد سكان العالم ولكنهم يستوردون حوالي 25% من فائض العالمي.
    ومن أهم أسباب وجود هذه الفجوة بين معدل الاستهلاك ومعدل الإنتاج هي:
1. زيادة عدد السكان في بعض المناطق نتيجة للهجرة من القرى إلى المدن وكذلك الزيادة الطبيعية.

2. عدم توفر مراعي كافية.

3. إنتاجية الهكتار ضعيفة.

4. حدودية الموارد المائية.

5. عدم وجود خبرة حديثة كافية واعتماد جزء كبير على التربية التقليدية وعدم استخدام الأساليب الحديثة في الإنتاج الزراعي.

6. قلة الأيادي العاملة المؤهلة في مجال الإنتاج الحيواني.

7. انخفاض إنتاجية الحيوانات المحلية

8. وجود أمراض حيوانية مستوطنة منها الأمراض السارية مثل الطاعون البقري، الحمى القلاعية، الحمي الفحمية والتسمم الدموي وغيرها.

9. الهجرة من الريف.

10. تغير أنماط الحياة والأنماط الاستهلاكية في المجتمعات العربية. 

11. حجم الاستثمارات في مجال الإنتاج الحيواني صغير.
    والميزة الأخرى لتربية الحيوانات الزراعية والاهتمام بالثروة الحيوانية هو استغلال الأراضي الغير صالحة لزراعة محاصيل للاستهلاك الادمي. حوالي ثلثي الأراضي الزراعية في العالم عبارة عن مراعي ولكن 60% منها غير صالحة لإنتاج محاصيل يمكن استهلاكها من قبل الإنسان، هذه الأراضي يمكن أن يزرع بها أعلاف وترعاها أو تتناولها الحيوانات وخاصة الأبقار والأغنام، هذه الحيوانات المجترة لها القدرة على تحويل تلك الأعلاف والحشائش (الغير مفيدة للإنسان إلى مصدر عالي جدا من البروتين).

## أنظمة الرعي السائدة في الوطن العربي
1. نظام الرعي التقليدي: وهو النظام الأكثر انتشارا في البلاد العربية وهو المصدر الرئيسي لإنتاج اللحوم فهو السائد بشدة في السودان والصومال وموريتانيا حيث تتركز معظم الثروة الحيوانية وفي الجزيرة العربية ينتشر نظام الترحل الدائم أو الموسمي بحثا عن الكلأ والماء.
2. الحيازات المنزلية: وتوجد في القرى وأحياناً في المدن وهو منتشر في كثير من الأقطار العربية حيث يعتمد هذا النظام أساسا على تربية المجترات الصغيرة من الغنم والمعز بسهولة وهذا يوفر بعض الاحتياجات الاسرية.
3. النظام الحديث: أو مشاريع الإنتاج الحيواني حيث قامت معظم الدول العربية بإنشاء مشاريع حديثة إما تحت إشرافها أو بتشجيع القطاع الخاص أو العام أو التعاوني للاستثمار في مجال الإنتاج الحيواني باستخدام التكنولوجيا الحديثة والإنتاج المكثف.

## الثروات الحيوانية
الأغنام عددها 109 مليون رأس يساهم السودان بـ 17% من مجمل الإنتاج العربي. الأبقار 77.5 مليون رأس منها 57% من إنتاج السودان، الجمال 7.5 مليون رأس  الجاموس 2.5 مليون رأس معظمها في مصر، السودان والعراق والخيول 1.5 مليون رأس ويتفوق الجناح الأفريقي في الثروة الحيوانية على الجناح الأسيوي إذ يمتلك الجناح الإفريقي 4/5 الثروة الحيوانية للوطن العربي ويرجع ذلك إلى إتساع المراعي خاصة في السودان، دول المغرب العربي والصومال.

### الأغنام

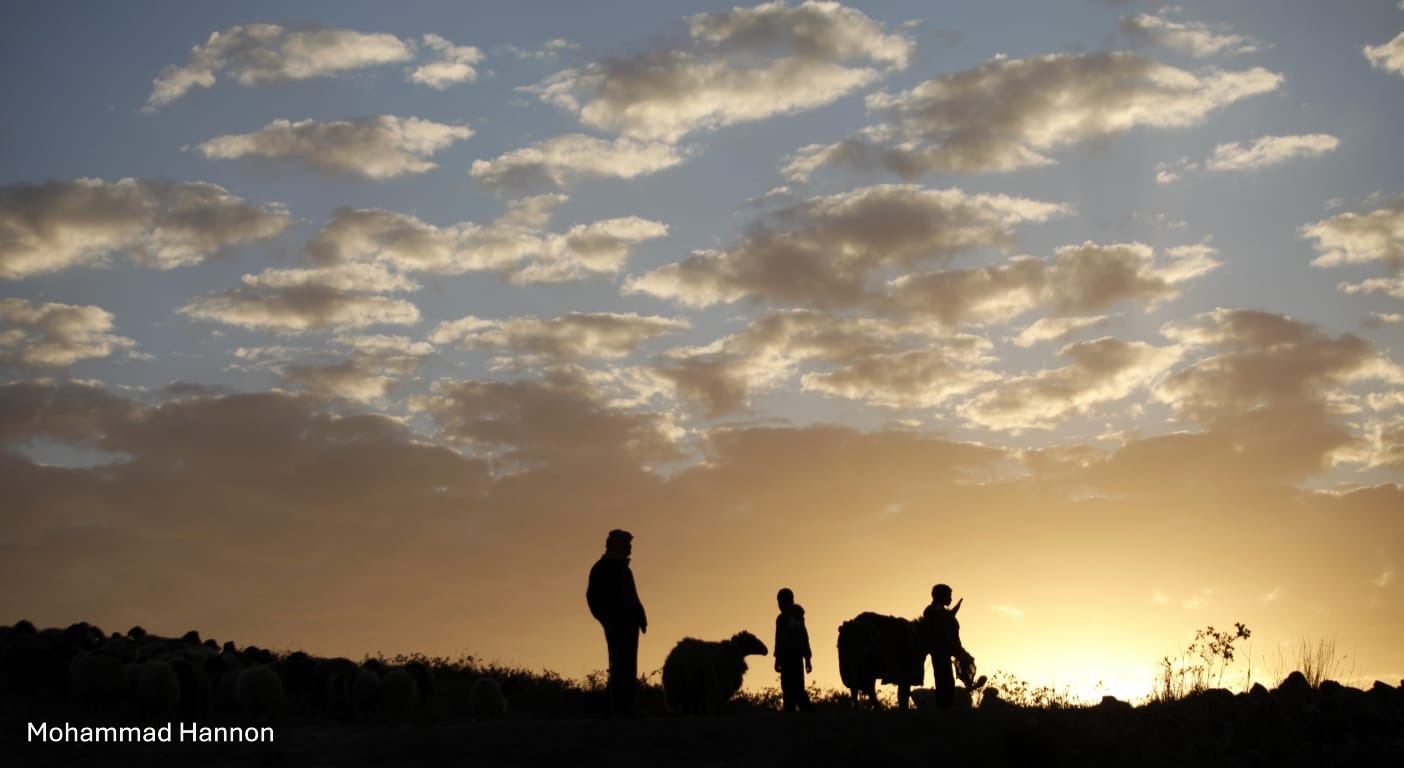
راعي غنم مع أولاده يرعون قطيعهم في ضواحي العاصمة الأردنية عمان

تعتبر الأغنام من أهم الثروات الحيوانية في الوطن العربي، لأنها الأكثر انتشاراً والأعظم عدداً، وذلاك لإمكان تربيتها في أنواع متعددة من المراعي، بالإضافة إلى قدرتها الكبيرة على تحمل الجوع والعطش بسبب وجود الدهون في جسمها مما يجعلها قادرة على الحياة في المناطق شبه الصحراوية.

وهي تعطي اللحوم، والجلود، والحليب، والسماد بكميات كبيرة، وخاصة في السودان، المغرب، والجزائر، وسوريا والعراق. 
 وفي ما يلي جدول بتوزيع الأغنام في الوطن العربي:
| الدولة                                           | عدد الأغنام (رأس) | الدولة  | عدد الأغنام (رأس) | الدولة                   | عدد الأغنام (رأس) | الدولة    | عدد الأغنام (رأس) | الدولة  | عدد الأغنام (رأس) | الدولة  | عدد الأغنام (رأس) | الدولة   | عدد الأغنام (رأس) |
| ------------------------------------------------ | ----------------- | ------- | ----------------- | ------------------------ | ----------------- | --------- | ----------------- | ------- | ----------------- | ------- | ----------------- | -------- | ----------------- |
| الأردن                                           | 3,198,925         | عُمان    | 573,045           | الإمارات العربية المتحدة | 2,227,400         | فلسطين    | 744,845           | البحرين | 39,209            | قطر     | 722,179           | تونس     | 6,406,100         |
| الكويت                                           | 582,770           | الجزائر | 28,135,986        | لبنان                    | 450,805           | جيبوتي    | 469,076           | ليبيا   | 7,330,817         | السودان | 40,552,860        | مصر      | 5,639,551         |
| سوريا                                            | 17,919,322        | المغرب  | 19,870,000        | الصومال                  | 11,771,916        | موريتانيا | 9,600,982         | العراق  | 6,604,185         | اليمن   | 10,211,412        | السعودية | 11,007,972        |
| المصدر: منظمة الأغذية والزراعة للامم المتحدة FAO |                   |         |                   |                          |                   |           |                   |         |                   |         |                   |          |                   |

[[ملف:SheepInhaelavalley.jpg|تصغير|غنم العواسي، سلالة الخروف التي تعيش في الأردن، و سوريا ، و العراق، و فلسطين، و لبنان

#### بعض أنواع الأغنام في الوطن العربي
1. غنم عواسي أو النعيمي: هي سلالة غنم بجنوب غرب آسيا وأصلها من بادية الشام  وهي من الأغنام دهنية الذيل. هذه السلالة ذات لون أبيض مع رأس وسيقان بنيين، الآذان طويلة ومتدلية. لهذه السلالة قدرة عالية على التأقلم، فعلى مر القرون، تكيفت على العيش مع  البدو  الرُحّل، وعلى العيش مع  الريفيين  غير الرُحّل أيضاً، فهي تستطيع المشي لمسافات طويلة للرعي، ولها القدرة على تحمل درجات الحرارة الشديدة، تتحمل المواسم القاحلة (من خلال استهلاك  الدهن  المخزن  بالذيل)، وقدرتها على التكاثر ورعاية حملانها من خلال توفر حليب نعاجها حتى في أصعب ظروف التغذية.[17]
2. أغنام أولاد جلال: يطلق عليها كذلك العربي الجزائري هي أكبر وأهم  سلالة  غنم  جزائرية . تاريخيا، تم اٍستقدامها اٍلى الجزائر بواسطة  بني هلال خلال القرن الحادي عشر من  الحجاز (العربي) مرورا  بصعيد مصر  أثناء خلافة  الفاطميين. وتجدر الإشارة هنا إلى أن سلالات الأغنام الشرقية والآسيوية لها ذيول ضخمة. لهذا السبب نظرية أخرى طرحها الدكتور تروات تقول باٍستقدامها اٍلى الجزائر من قبل الرومان (عشاق الصوف) خلال القرن الخامس من تارانتو بإيطاليا حيث يوجد هذا النوع من الأغنام حتى يومنا هذا، هي سلالة بيضاء بالكامل، ذات صوف و ذيل نحيل، قامتها مرتفعة، أطراف طويلة وقوية، تتحمل المشي، وهي الأكثر انتشارا في الجزائر وهي متأقلمة مع المناطق الجافة. تتحمل المشي لمسافات طويلة وتستغل بشكل جيد مختلف مراعي الهضاب العليا الجزائرية (السهوب) و المراعي الصحراوية. عددها أكبر من أي سلالة محلية أخرى وهي تتوسع على حساب السلالات الأخرى. وهي سلالة جيدة لاٍنتاج اللحوم، أفرادها ينمون بشكل سريع (نمو سريع للخراف: بمعدل 200 غرام/ يوم) يمكن للخروف أن يزن 40 كغ في 4 أشهر خلال السنوات الجيدة. يمكن مصالبة هذه السلالة مع سلالة اللحوم  اٍيل دو فرانس لاٍنتاج خراف صناعية.[18]
3. غنم الحمرا: هي سلالة  غنم  جزائرية  تنتشر بغرب البلاد، هذه السلالة مهددة بسبب قامتها غير المفضلة بالمقارنة مع السلالة البيضاء (أولاد جلال). يزن الخروف عند الولادة 2.5 كغ وفي سن 5 أشهر يبلغ وزنه 25 كغ.[19][20]
4. غنم تونس(البربري التونسي): هي سلالة أغنام متوسطة القد ذات قرون، صوفها بلون الكريم ووجهها وسيقانها بلون أحمر-قرفي.[21] تربى هذه السلالة أساسا من أجل لحومها.[22] وهي أحد أقدم سلالات الغنم في العالم، وهي أصيلة تونس
5. غنم دمان: هي سلالة  غنم  جزائرية / مغربية  تنتشر في الجنوب الغربي الجزائري والجنوب الشرقي المغربي. تشتهر بأنها ولودة، ذات قامة قصيرة، رأس مدقق وضيق، أذنيين طويلتين متدليتين، ليس لها في الغالب قرون وهي ذات لون بني أو أبيض أو أسود أو خليط منها.[23]جمال عربية مستانسة بالقرب من أهرامات الجيزة، مصر

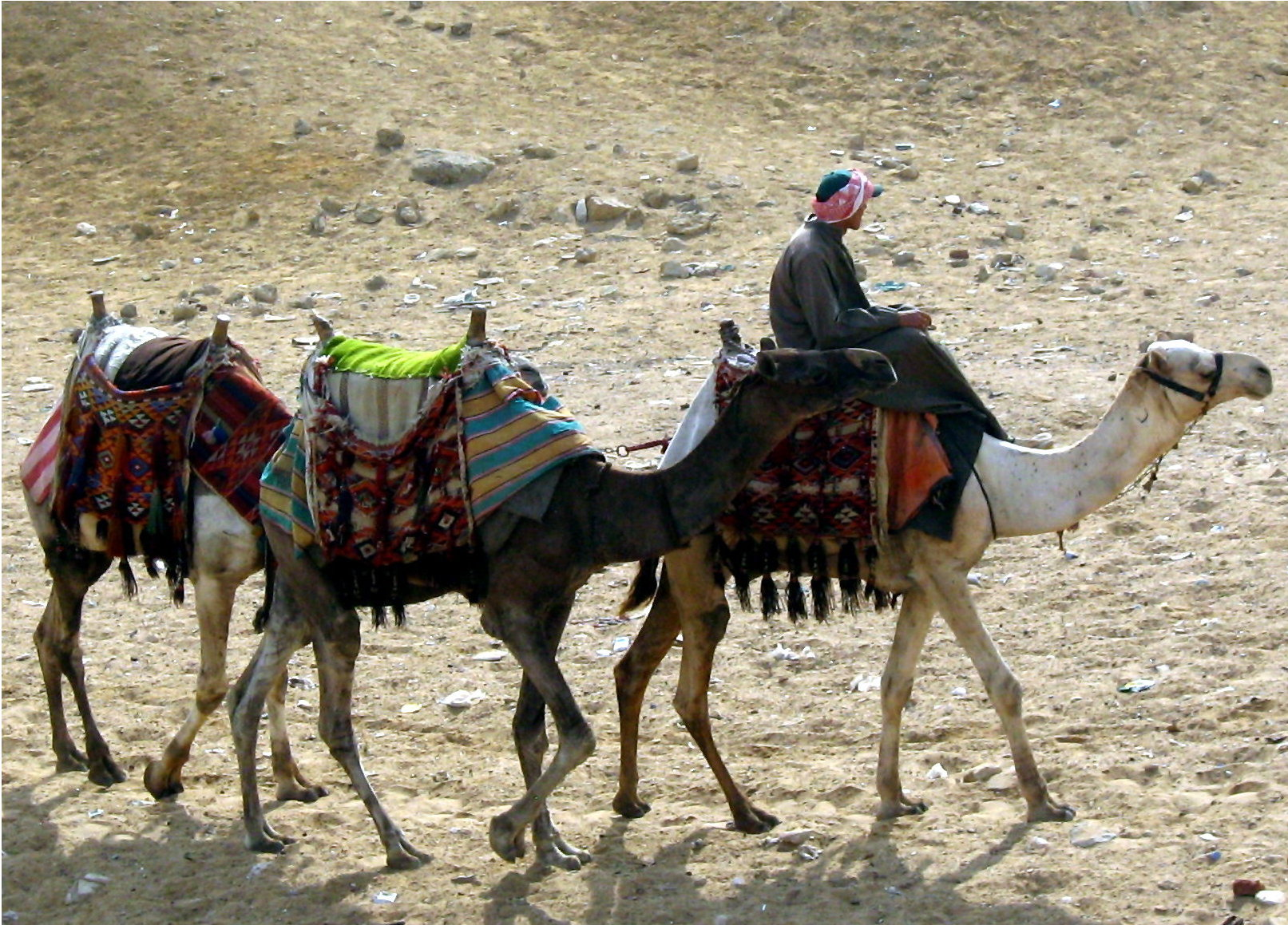
جمال عربية مستانسة بالقرب من أهرامات الجيزة، مصر

6. غنم نجدي: هي سلالة  غنم  سعودية منتشرة بمنطقة  نجد، هذه السلالة ذات شعر أسود على كامل الجسم مع رأس وأطراف بيضاء. تتحمل هذه السلالة الظروف المناخية الصعبة  للصحراء  النجدية.[24][25]

### الإبل (الجمال)

#### 1. انتشار الإبل في البلدان العربية
يعود التفاوت الملحوظ على توزيع الإبل في المنطقة العربية إلى عدة أسباب أهمها:

- اتساع الصحاري في بلد عربي دون غيره

- تباين في وجهات النظر حول الإهتمام بهذه الثروة الحيوانية

- تقبل شعوب دون أخرى لهذا النوع من الحيوانات والرغبة في منتجاتها

بنية الهيكل العظمي للجمل العربي

| الدولة                                           | عدد الجمال (رأس) | الدولة  | عدد الجمال (رأس) | الدولة                   | عدد الجمال (رأس) | الدولة    | عدد الجمال (رأس) | الدولة  | عدد الجمال (رأس) | الدولة  | عدد الجمال (رأس) | الدولة   | عدد الجمال (رأس) |
| ------------------------------------------------ | ---------------- | ------- | ---------------- | ------------------------ | ---------------- | --------- | ---------------- | ------- | ---------------- | ------- | ---------------- | -------- | ---------------- |
| الأردن                                           | 14,610           | عُمان    | 245,907          | الإمارات العربية المتحدة | 436,800          | فلسطين    | -                | البحرين | 1,073            | قطر     | 59,510           | تونس     | 237,114          |
| الكويت                                           | 8,811            | الجزائر | 379,094          | لبنان                    | 202              | جيبوتي    | 70,996           | ليبيا   | 62,125           | السودان | 4,826,059        | مصر      | 8,221,998        |
| سوريا                                            | 69,552           | المغرب  | 58,000           | الصومال                  | 7,221,998        | موريتانيا | 1,483,210        | العراق  | 72,408           | اليمن   | 479,914          | السعودية | 248,205          |
| المصدر: منظمة الأغذية والزراعة للامم المتحدة FAO |                  |         |                  |                          |                  |           |                  |         |                  |         |                  |          |                  |

#### 2. أهمية الجمال من الناحية الأقتصادية
للإبل أهمية بالغة من الناحية الاقتصادية في المنطقة العربية، حيث يبلع إنتاج اللحوم في المناطق العربية من الإبل 15,5% من مجموع الوحدات الحيوانية، هذا عدا إنتاج الحليب والوبر والجلود التي تشكل كلها مورداً هاماً للاقتصاد العربي.
تتوزع الأهمية النسبية لمنتجات الإبل بالنسبة لمنتجات الغذاء الأخرى، ويوضح ذلك الجدول التالي:
| الإنتاج | نسبة الإنتاج |
| ------- | ------------ |
| لحوم    | %18,8        |
| حليب    | %23,6        |
| وبر     | %9,1         |
| جلود    | %8,2         |

### الماعز
تتحمل الماعز ظروف العيش القاسية أكثر من الغنم، فهي تستطيع أن تعيش حيثما يستطيع أي حيوان أن يعيش، ولذلك نراها تربى في معظم مناطق الوطن العربي، يساعدها في ذلك قنوعها بأبسط الغذاء رطباً وجافاً، وهي قادرة على إنتاج اللبن مهما ساءت بها الظروف.
وفيما يلي جدول لتوزيع الماعز في الوطن العربي:
| الدولة                                           | عدد الماعز (رأس) | الدولة  | عدد الماعز (رأس) | الدولة                   | عدد الماعز (رأس) | الدولة    | عدد الماعز (رأس) | الدولة  | عدد الماعز (رأس) | الدولة  | عدد الماعز (رأس) | الدولة   | عدد الماعز (رأس) |
| ------------------------------------------------ | ---------------- | ------- | ---------------- | ------------------------ | ---------------- | --------- | ---------------- | ------- | ---------------- | ------- | ---------------- | -------- | ---------------- |
| الأردن                                           | 977,755          | عُمان    | 2,212,196        | الإمارات العربية المتحدة | 2,254,700        | فلسطين    | 158,726          | البحرين | 17,991           | قطر     | 357,574          | تونس     | 1,184,600        |
| الكويت                                           | 161,422          | الجزائر | 4,934,701        | لبنان                    | 516,014          | جيبوتي    | 514,408          | ليبيا   | 2,645,240        | السودان | 31,325,105       | مصر      | 4,118,917        |
| سوريا                                            | 2,495,961        | المغرب  | 5,600,000        | الصومال                  | 11,692,227       | موريتانيا | 6,207,476        | العراق  | 1,260,481        | اليمن   | 9,156,000        | السعودية | 2,596,799        |
| المصدر: منظمة الأغذية والزراعة للامم المتحدة FAO |                  |         |                  |                          |                  |           |                  |         |                  |         |                  |          |                  |

#### بعض أنواع الماعز في الوطن العربي
1. ماعز صومالي: سلالة  العنزة الصومالية هي من  الصومال والمنطقة الشمالية الشرقية  لكينيا  مستخدمة لإنتاج  اللّحوم.[28]قطيع من الماعز في إحدى المزارع في سوريا

قطيع من الماعز في إحدى المزارع في سوريا

2. ماعز دمشقي: نشأت  الماعز  الدمشقي في بلاد الشام  وتعرف باسم الماعز  الدمشقي، والشامي،  والقبرصي. و تربي في سوريا  ولبنان  وقبرص بكميات وافرة لإنتاج اللبن واللحم. وتكون كبيرة الحجم كثيفة الشعر، ولونها غالباً بني غامق، كما أن بعض أفرادها ذات لون رصاصي أو أبيض، ووجهها ذو أنف روماني، وأذنها طويلة مدلاه على جَانبي الوجه، والجسم طويل بشكل ملحوظ، وتمتاز الإناث بضرع ضخم، أما الذكور (التيوس) فهي ذات شكل نشيط ورغبة جنسية عالية، إلا أنها موسمية في نشاطها التناسلي. و الماعز التي توجد في قبرص كبيرة الحجم متوسط وزن الأنثى 50 - 60 كجم، وتصل التيوس 60 - 90 كجم، وتلد الأنثى 1.7 - 1.8 جدي في الموسم، وزن المولود 3 كجم، وعند عمر 6 شهور يصل 17.5 كجم، تبلغ العنزة جنسياً مبكراً عند 10 شهور، ويبلغ إنتاج الأنثى 355 كجم لبن ويصل إنتاج بعض الأفراد 450 كجم في الموسم، وطول موسم الحليب 200 - 210 يوم، وهي موسمية التناسل، وتتناسل الإناث والذكور معظم العام، والتيوس ذات رغبة جنسية عالية معظم العام، إلا أنه يتوقف نشاطها التناسلي في بعض أوقات العام خاصة في شهور الصيف.[29]
3. ماعز الحجاز: ماعز الحجاز  يقع في المملكة العربية السعودية وبتحديد بالمنطقة الغربية ونجد يمتاز الماعز بالتالي بالارتفاع الكبير الفحل (الذكر) أما أنثاه تمتاز هذي النوعيه بتعدد المواليد التي تصل إلى 4 في البطن الواحد وكذالك تمتاز بوفرة الحليب
4. الماعز العارضي اشتهرت في منطقه نجد بالمملكة العربية السعودية وهو مكان نشأنها ولها ألوان متعددة ومن اشهرها الرباش هو اللون الأسود الصافي مع بياض حول الفم والعين والأذنان
5. ماعز الجبل اليمني: هو ماعز  يتواجد في جبال شمال اليمن وهي ذي شعر طويل أسود عادة.[30]

### الخيل
للخيول العربية شهرة عالمية نظراً لدقة أعضائها، وتناسق جسمها، وجمال منظرها، وسرعتها. والخيول العربية موجودة في جميع أقطار العالم تقريباً. والخيول العربية الأصيلة تستخدم في السباقات، وأسعارها باهظة الثمن، أما الخيول العادية فتُستخدم في جرّ العربات وفي الأعمال الزراعيّة.
الجدول التالي يبين توزيع الخيول في الدول العربية :
| الدولة  | عدد الخيول (رأس) | الدولة | عدد الخيول (رأس) | الدولة                   | عدد الخيول (رأس) | الدولة                                           | عدد الخيول (رأس)                                 | الدولة                                           | عدد الخيول (رأس)                                 | الدولة                                           | عدد الخيول (رأس)                                 |
| ------- | ---------------- | ------ | ---------------- | ------------------------ | ---------------- | ------------------------------------------------ | ------------------------------------------------ | ------------------------------------------------ | ------------------------------------------------ | ------------------------------------------------ | ------------------------------------------------ |
| الأردن  | 2,249            | عُمان   | -                | الإمارات العربية المتحدة | 436              | فلسطين                                           | -                                                | البحرين                                          | -                                                | قطر                                              | 6,411                                            |
| تونس    | 57,281           | الكويت | 1,213            | الجزائر                  | 44,991           | لبنان                                            | 3,229                                            | جيبوتي                                           | -                                                | ليبيا                                            | 45,520                                           |
| السودان | 790,086          | مصر    | 75,663           | سوريا                    | 13,692           | المغرب                                           | 180,000                                          | الصومال                                          | 889                                              | موريتانيا                                        | 67,020                                           |
| العراق  | 49,885           | اليمن  | 1,961            | السعودية                 | 33,731           | المصدر: منظمة الأغذية والزراعة للامم المتحدة FAO | المصدر: منظمة الأغذية والزراعة للامم المتحدة FAO | المصدر: منظمة الأغذية والزراعة للامم المتحدة FAO | المصدر: منظمة الأغذية والزراعة للامم المتحدة FAO | المصدر: منظمة الأغذية والزراعة للامم المتحدة FAO | المصدر: منظمة الأغذية والزراعة للامم المتحدة FAO |

### الخنازير
تقتصر تربية الخنازير على أقطار محدودة في الوطن العربي، ذلك بسبب التحريم الديني الأكل لحمه. وتوجد معظم الخنازير في لبنان، ومصر، والمغرب، وفلسطين، والصومال وتكون الخنازير برية في الصومال.
جدول توزيع الخنازير في الدول العربية.
| الدولة  | عدد الخنازير (رأس) | الدولة | عدد الخنازير (رأس) | الدولة                   | عدد الخنازير (رأس) | الدولة                                           | عدد الخنازير (رأس)                               | الدولة                                           | عدد الخنازير (رأس)                               | الدولة                                           | عدد الخنازير (رأس)                               |
| ------- | ------------------ | ------ | ------------------ | ------------------------ | ------------------ | ------------------------------------------------ | ------------------------------------------------ | ------------------------------------------------ | ------------------------------------------------ | ------------------------------------------------ | ------------------------------------------------ |
| الأردن  | -                  | عُمان   | -                  | الإمارات العربية المتحدة | -                  | فلسطين                                           | -                                                | البحرين                                          | -                                                | قطر                                              | -                                                |
| تونس    | 5,511              | الكويت | 213,23             | الجزائر                  | 4,872              | لبنان                                            | 6,803                                            | جيبوتي                                           | -                                                | ليبيا                                            | -                                                |
| السودان | -                  | مصر    | 9,824              | سوريا                    | 180,23             | المغرب                                           | 7,962                                            | الصومال                                          | 3,763                                            | موريتانيا                                        | -                                                |
| العراق  | -                  | اليمن  | -                  | السعودية                 | -                  | المصدر: منظمة الأغذية والزراعة للامم المتحدة FAO | المصدر: منظمة الأغذية والزراعة للامم المتحدة FAO | المصدر: منظمة الأغذية والزراعة للامم المتحدة FAO | المصدر: منظمة الأغذية والزراعة للامم المتحدة FAO | المصدر: منظمة الأغذية والزراعة للامم المتحدة FAO | المصدر: منظمة الأغذية والزراعة للامم المتحدة FAO |

### الحمير
تنتشر الحمير في الأقطار العربية كافة، وهي أنسب دواب الحمل للفلاح، وخاصة في المرتفعات الجبليّة، 
جدول توزيع الحمير في الوطن العربي :
| الدولة  | عدد الحمير (رأس) | الدولة | عدد الحمير (رأس) | الدولة                   | عدد الحمير (رأس) | الدولة                                           | عدد الحمير (رأس)                                 | الدولة                                           | عدد الحمير (رأس)                                 | الدولة                                           | عدد الحمير (رأس)                                 |
| ------- | ---------------- | ------ | ---------------- | ------------------------ | ---------------- | ------------------------------------------------ | ------------------------------------------------ | ------------------------------------------------ | ------------------------------------------------ | ------------------------------------------------ | ------------------------------------------------ |
| الأردن  | 7,325            | عُمان   | 23,466           | الإمارات العربية المتحدة | -                | فلسطين                                           | 120,000                                          | البحرين                                          | -                                                | قطر                                              | -                                                |
| تونس    | 242,072          | الكويت | 1                | الجزائر                  | 112,846          | لبنان                                            | 14,198                                           | جيبوتي                                           | 8,408                                            | ليبيا                                            | 18,753                                           |
| السودان | 663,268          | مصر    | 1,660,304        | سوريا                    | 85,999           | المغرب                                           | 932,000                                          | الصومال                                          | 22,471                                           | موريتانيا                                        | 326,407                                          |
| العراق  | 379,443          | اليمن  | 731,320          | السعودية                 | 98,807           | المصدر: منظمة الأغذية والزراعة للامم المتحدة FAO | المصدر: منظمة الأغذية والزراعة للامم المتحدة FAO | المصدر: منظمة الأغذية والزراعة للامم المتحدة FAO | المصدر: منظمة الأغذية والزراعة للامم المتحدة FAO | المصدر: منظمة الأغذية والزراعة للامم المتحدة FAO | المصدر: منظمة الأغذية والزراعة للامم المتحدة FAO |

### البغال
تستخدم البغال في جرّ العربات، ونقل الأمتعة، وخاصة في المرتفعات الجبلية.
جدول توزيع البغال في الدول العربية
| الدولة  | عدد البغال (رأس) | الدولة | عدد البغال (رأس) | الدولة                   | عدد البغال (رأس) | الدولة                                           | عدد البغال (رأس)                                 | الدولة                                           | عدد البغال (رأس)                                 | الدولة                                           | عدد البغال (رأس)                                 |
| ------- | ---------------- | ------ | ---------------- | ------------------------ | ---------------- | ------------------------------------------------ | ------------------------------------------------ | ------------------------------------------------ | ------------------------------------------------ | ------------------------------------------------ | ------------------------------------------------ |
| الأردن  | 995              | عُمان   | -                | الإمارات العربية المتحدة | -                | فلسطين                                           | -                                                | البحرين                                          | -                                                | قطر                                              | -                                                |
| تونس    | 82,660           | الكويت | -                | الجزائر                  | 19,983           | لبنان                                            | 4,844                                            | جيبوتي                                           | -                                                | ليبيا                                            | -                                                |
| السودان | 638              | مصر    | 2,709            | سوريا                    | 1,321            | المغرب                                           | 385,000                                          | الصومال                                          | 22,167                                           | موريتانيا                                        | -                                                |
| العراق  | 10,567           | اليمن  | -                | السعودية                 | -                | المصدر: منظمة الأغذية والزراعة للامم المتحدة FAO | المصدر: منظمة الأغذية والزراعة للامم المتحدة FAO | المصدر: منظمة الأغذية والزراعة للامم المتحدة FAO | المصدر: منظمة الأغذية والزراعة للامم المتحدة FAO | المصدر: منظمة الأغذية والزراعة للامم المتحدة FAO | المصدر: منظمة الأغذية والزراعة للامم المتحدة FAO |

### الأبقار
| الدولة  | عدد الأبقار (رأس) | الدولة | عدد الأبقار (رأس) | الدولة                   | عدد الأبقار (رأس) | الدولة                                           | عدد الأبقار (رأس)                                | الدولة                                           | عدد الأبقار (رأس)                                | الدولة                                           | عدد الأبقار (رأس)                                |
| ------- | ----------------- | ------ | ----------------- | ------------------------ | ----------------- | ------------------------------------------------ | ------------------------------------------------ | ------------------------------------------------ | ------------------------------------------------ | ------------------------------------------------ | ------------------------------------------------ |
| الأردن  | 74,742            | عُمان   | 381,540           | الإمارات العربية المتحدة | 121,200           | فلسطين                                           | 38,059                                           | البحرين                                          | 9,540                                            | قطر                                              | 13,726                                           |
| تونس    | 646,100           | الكويت | 32,026            | الجزائر                  | 2,081,306         | لبنان                                            | 81,288                                           | جيبوتي                                           | 301,737                                          | ليبيا                                            | 213,848                                          |
| السودان | 30,559,650        | مصر    | 4,954,884         | سوريا                    | 1,144,487         | المغرب                                           | 3,300,000                                        | الصومال                                          | 4,838,336                                        | موريتانيا                                        | 1,836,685                                        |
| العراق  | 3,120,667         | اليمن  | 1,810,207         | السعودية                 | 361,362           | المصدر: منظمة الأغذية والزراعة للامم المتحدة FAO | المصدر: منظمة الأغذية والزراعة للامم المتحدة FAO | المصدر: منظمة الأغذية والزراعة للامم المتحدة FAO | المصدر: منظمة الأغذية والزراعة للامم المتحدة FAO | المصدر: منظمة الأغذية والزراعة للامم المتحدة FAO | المصدر: منظمة الأغذية والزراعة للامم المتحدة FAO |

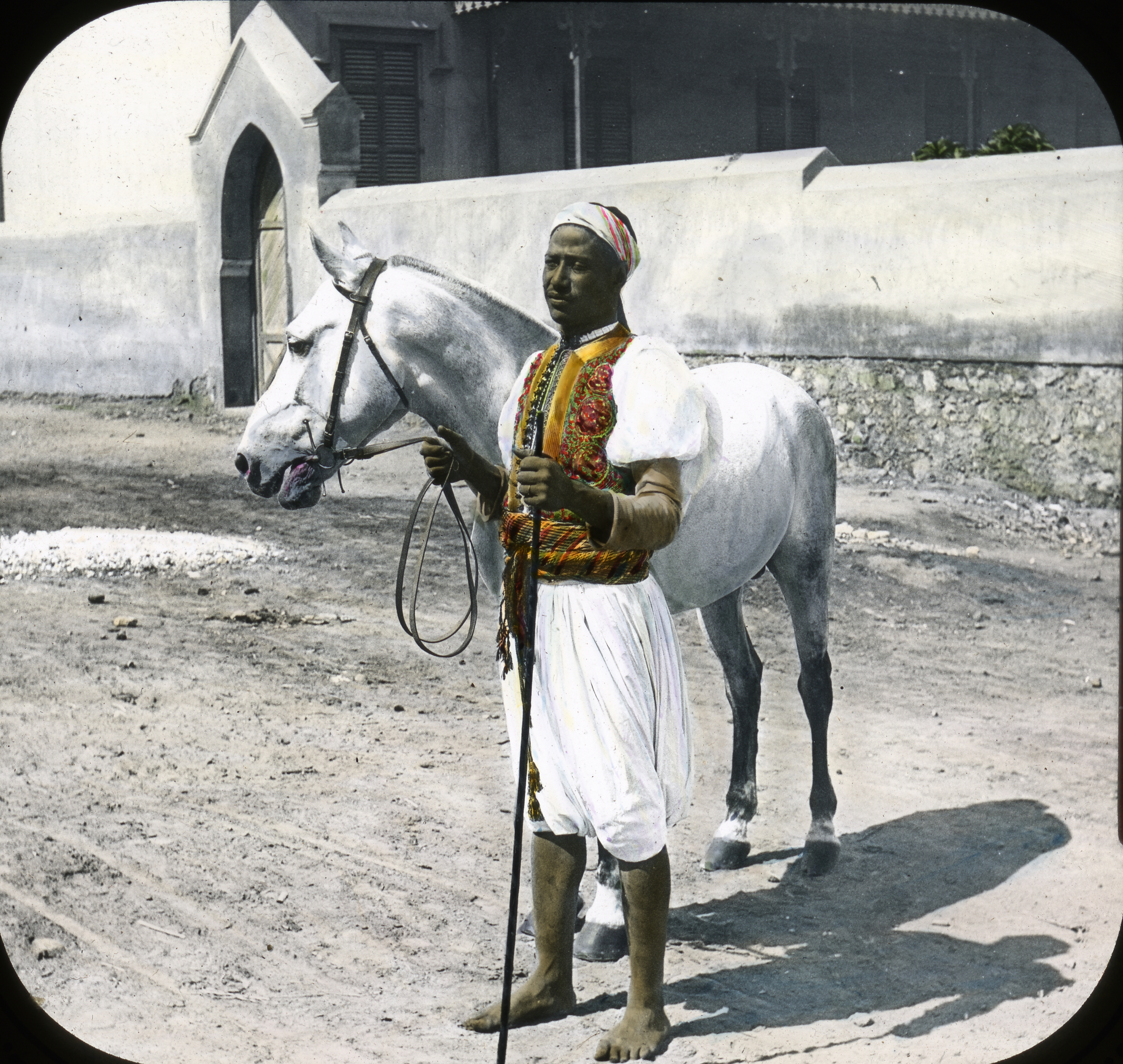
مشهد قاهري فيه حصان عربي وسايس
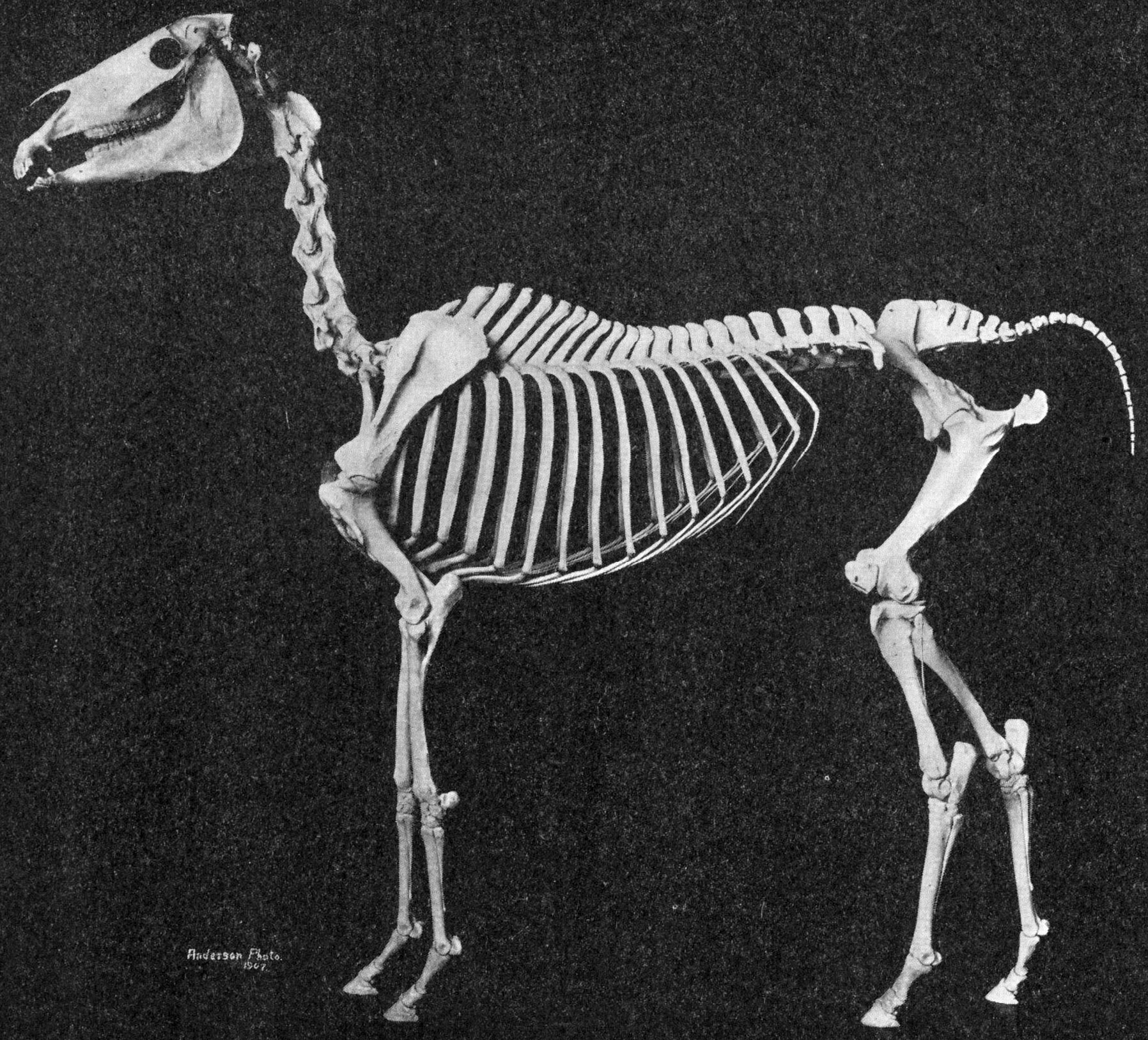
الهيكل العظمي للحصان العربي
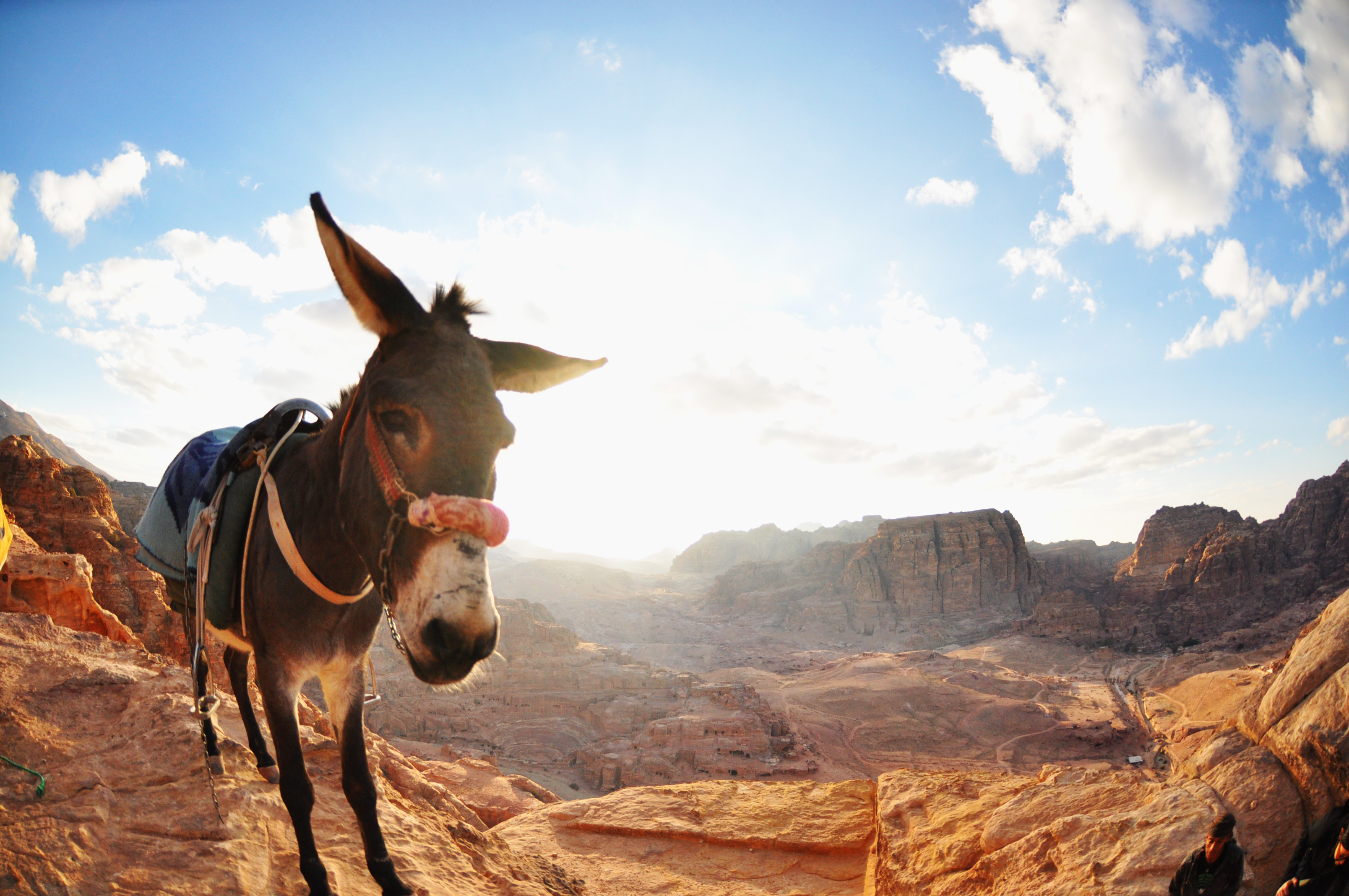
حمار في وادي رم بالادرن.
البغل هو حيوان هجين ينتجه تزاوج فرس وذكر الحمار
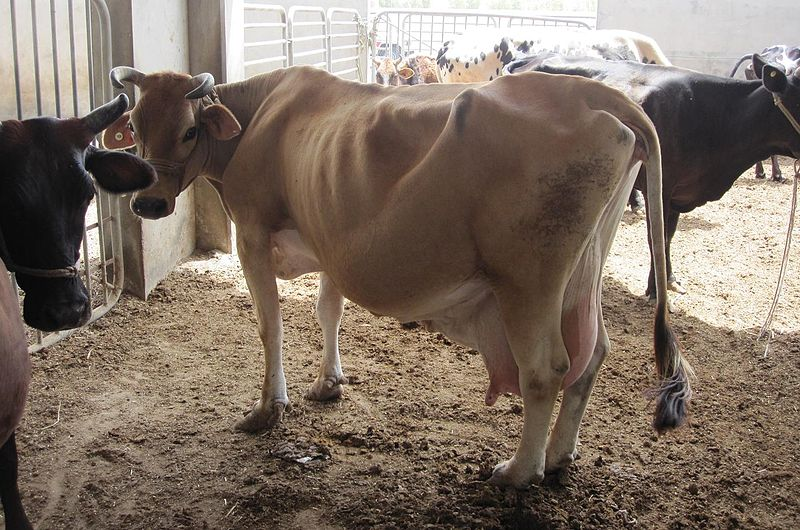
هجين الجرسي ومحلي إماراتي

## وصلات داخلية
- الثروة الزراعية في العالم الإسلامي
- جمل عربي
- حقوق الحيوان
- ماشية

## وصلات خارجية
- صور لهجين الجمل العربي والجمل ذو السنامين
- منظمة بيتا ( الأشخاص الذين يطالبون بمعاملة مساوية للحيوانات )